# Hermann Paßmann

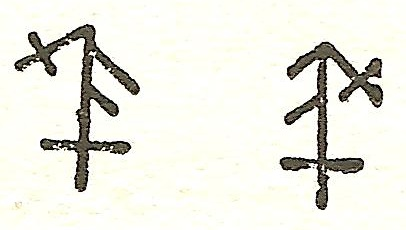
Gießermarken Paßmanns auf den Glocken in Wismar (links) und in Schlagsdorf (rechts)

Hermann Paßmann, auch: Harmen Pasmann (* im 16. Jahrhundert; † vor 1604 wohl in Lübeck) war ein Glocken- und Grapengießer.

## Leben
Paßmann wird in Lübeck beginnend mit dem Jahr 1563 erwähnt. Seine Glockengüsse sind nur außerhalb von Lübeck erhalten. So befinden sich zwei Glocken im Geläut der Marienkirche in Wismar, die Domenica und die Bürgerglocke, beide aus dem Jahr 1567. Ihre Verzierungen lassen vermuten, dass Paßman den Glockenguss bei Heinrich von Kampen erlernte. Eine weitere Glocke entstand 1578 gemeinsam mit dem Gießer Brun Hemminckhusen für die Dorfkirche Schlagsdorf im damaligen Bistum Ratzeburg. 1571 und 1575 goss er zwei Uhrglocken für die Kieler Nikolaikirche, die beide 1900 umgegossen wurden. In Lübeck stand Paßmann als Glockengießer im Schatten des privilegierten Ratsgießers Matthias Benningk, der sich 1579 beim Rat über Paßman beschwerte, weil dieser sich nicht an das allein Benningk zustehende Privileg halte, Glocken von über 2 Schiffspfund (ca. 250 kg) Gewicht zu gießen. Paßmann hatte nicht das Amt des Ratsgießers inne, das es ihm gestattete, Glocken bis zum Gewicht von 2 Schiffspfund zu gießen.
Da Lübeck zu jener Zeit über die in der Korporation Bergenfahrer zusammengeschlossenen Kaufleute über intensive Handelsbeziehungen zu Norwegen verfügte, erklären sich seine Glocken in norwegischen Kirchen wie 1578 etwa in Hol auf Lødingen.

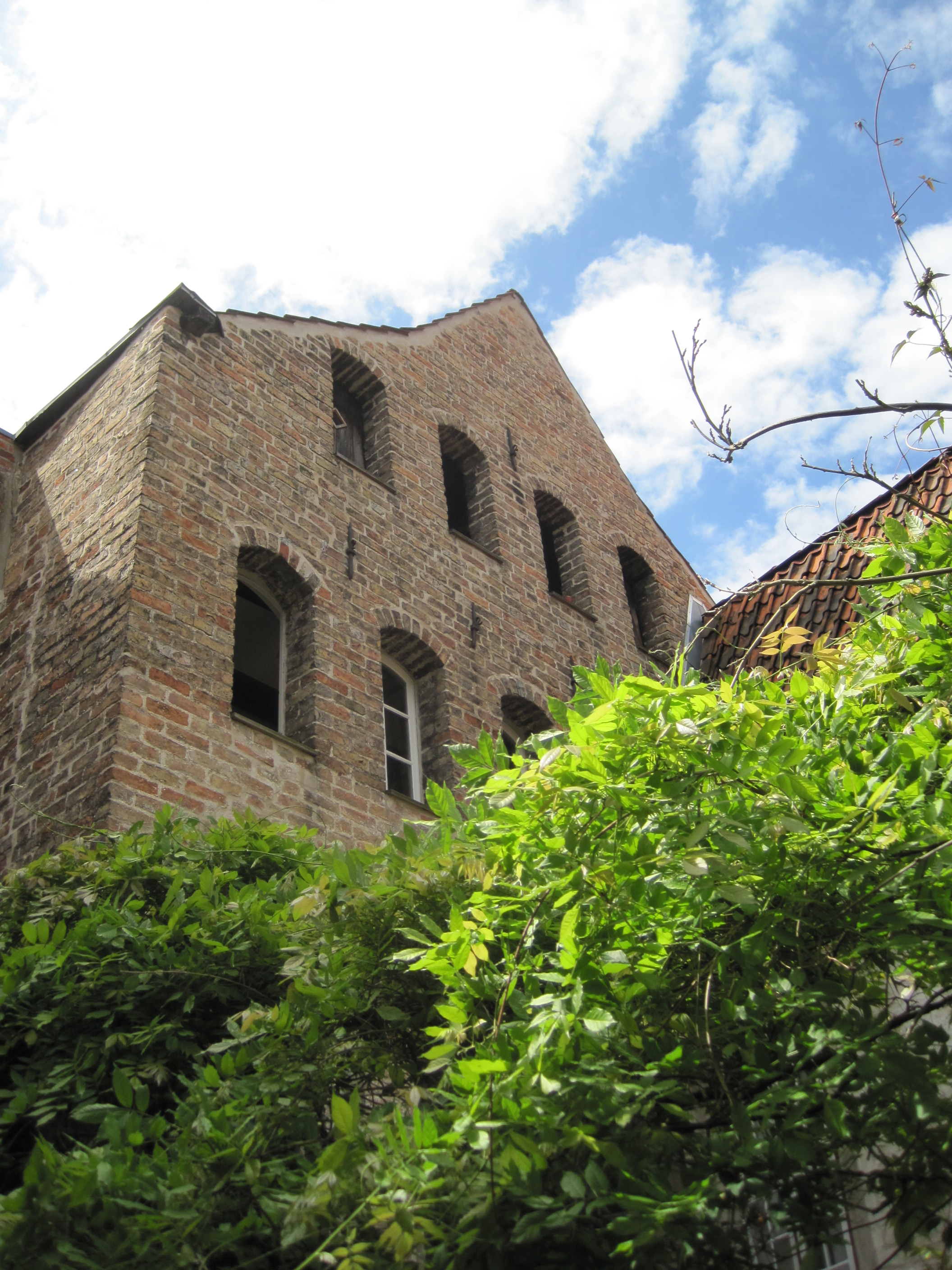
Backsteinrenaissance: Rückseite des Gießereihauses "Zum Lamm" in der Fischergrube 46, aus dem Grünen Gang gesehen

Er besaß in Lübeck den Grünen Gang mit neun Buden und das zugehörige Vorderhaus Ad angelum/niederdeutsch Tom Engel, ab 1446 Ad agnum oder 1460 niederdeutsch tom Lamme genannt in der Fischergrube (heutige Hausnr. 46); dieses Grundstück diente seit der ersten Hälfte des 14. Jahrhunderts schon als Gießerhaus, und zwar 1334 für Johann Apengeter, dann Gerhard Kranemann (1340), und nacheinander Timmo Jegher (1435), Hinrich Gerwiges (1442) und Klaus Grude (1493). Die älteste Bausubstanz des Hauses geht auf die Mitte des 16. Jahrhunderts, also etwa die Zeit Paßmanns zurück. Das Haus wurde bis zur Mitte des 17. Jahrhunderts als Gießereihaus genutzt. Äußerlich zeigt das Haus heute straßenseitig einen Giebel aus der Zeit des Klassizismus. Ab 1563 ist Paßmann auch als Besitzer des Hauses Fischergrube 23 bezeugt, denn er hatte es in Lübeck zu einigem Wohlstand gebracht.